# Список населённых пунктов городского округа Подольск
В списке представлены населённые пункты городского округа Подольск Московской области и их бывшая принадлежность к упразднённым муниципальным  образованиям и административно-территориальным единицам. 
Перечень населённых пунктов городского округа (города областного подчинения с административной территорией), их наименование и тип даны в соответствии с Законом Московской области от 22 мая 2015 года N 81/2015-ОЗ «О преобразовании городского округа Подольск, городского округа Климовск, городского поселения Львовский Подольского муниципального района, сельского поселения Дубровицкое Подольского муниципального района, сельского поселения Лаговское Подольского муниципального района и сельского поселения Стрелковское Подольского муниципального района, о статусе и установлении границы вновь образованного муниципального образования» и Постановлением губернатора Московской области от 15 июля 2020 г. № 329-ПГ «Об Учетных данных административно-территориальных и территориальных единиц Московской области».
В состав городского округа (города областного подчинения с административной территорией) входят 76 населённых пунктов: 1 город и 75 сельских населённых пунктов (среди которых 16 посёлков, 2 села и 57 деревень).
| №  | Тип     | Населённый пункт                         | Население (чел.) | Бывшее муниципальное образование до 2015 года | ОКАТО          | Бывшая административная единица до 2005 года |
| -- | ------- | ---------------------------------------- | ---------------- | --------------------------------------------- | -------------- | -------------------------------------------- |
| 1  | деревня | Агафоново                                | ↗20              | Стрелковское                                  | 46 246 828 006 | Стрелковский сельский округ                  |
| 2  | деревня | Акишово                                  | ↗28              | Дубровицкое                                   | 46 246 813 008 | Дубровицкий сельский округ                   |
| 3  | деревня | Александровка                            | ↗70              | Лаговское                                     | 46 246 816 015 | Лаговский сельский округ                     |
| 4  | посёлок | Александровка                            | ↗1218            | Стрелковское                                  | 46 246 828 010 | Стрелковский сельский округ                  |
| 5  | деревня | Алтухово                                 | ↗44              | Лаговское                                     | 46 246 816 018 | Лаговский сельский округ                     |
| 6  | деревня | Бережки                                  | ↗252             | Лаговское                                     | 46 246 816 026 | Лаговский сельский округ                     |
| 7  | деревня | Боборыкино                               | ↗31              | Стрелковское                                  | 46 246 802 004 | Брянцевский сельский округ                   |
| 8  | деревня | Большое Брянцево                         | ↗27              | Стрелковское                                  | 46 246 802 007 | Брянцевский сельский округ                   |
| 9  | деревня | Большое Толбино                          | ↘67              | Лаговское                                     | 46 246 816 009 | Лаговский сельский округ                     |
| 10 | деревня | Борисовка                                | ↗27              | Стрелковское                                  | 46 246 828 014 | Стрелковский сельский округ                  |
| 11 | деревня | Бородино                                 | ↗88              | Лаговское                                     | 46 246 816 003 | Лаговский сельский округ                     |
| 12 | деревня | Борьево                                  | ↗166             | Лаговское                                     | 46 246 816 028 | Лаговский сельский округ                     |
| 13 | деревня | Булатово                                 | ↗31              | Дубровицкое                                   | 46 246 813 011 | Дубровицкий сельский округ                   |
| 14 | деревня | Быковка                                  | ↗80              | Стрелковское                                  | 46 246 828 011 | Стрелковский сельский округ                  |
| 15 | посёлок | Быково                                   | ↘1567            | Стрелковское                                  | 46 246 828 001 | Стрелковский сельский округ                  |
| 16 | деревня | Бяконтово                                | ↘18              | Стрелковское                                  | 46 246 828 012 | Стрелковский сельский округ                  |
| 17 | деревня | Валищево                                 | ↗99              | Лаговское                                     | 46 246 816 013 | Лаговский сельский округ                     |
| 18 | деревня | Ворыпаево                                | ↗64              | Стрелковское                                  | 46 246 802 010 | Брянцевский сельский округ                   |
| 19 | деревня | Гривно                                   | ↗42              | Лаговское                                     | 46 246 831 009 | Сынковский сельский округ                    |
| 20 | деревня | Дмитрово                                 | ↗61              | Лаговское                                     | 46 246 816 005 | Лаговский сельский округ                     |
| 21 | деревня | Докукино                                 | ↗100             | Дубровицкое                                   | 46 246 813 003 | Дубровицкий сельский округ                   |
| 22 | посёлок | Дубровицы                                | ↗3362            | Дубровицкое                                   | 46 246 813 001 | Дубровицкий сельский округ                   |
| 23 | деревня | Жарково                                  | ↗25              | Дубровицкое                                   | 46 246 813 004 | Дубровицкий сельский округ                   |
| 24 | деревня | Жданово                                  | ↗59              | Стрелковское                                  | 46 246 828 003 | Стрелковский сельский округ                  |
| 25 | посёлок | Железнодорожный                          | ↗1378            | Лаговское                                     | 46 246 816 022 | Лаговский сельский округ                     |
| 26 | деревня | Ивлево                                   | ↗130             | Стрелковское                                  | 46 246 828 009 | Стрелковский сельский округ                  |
| 27 | деревня | Коледино                                 | ↗65              | Лаговское                                     | 46 246 816 027 | Лаговский сельский округ                     |
| 28 | посёлок | Кузнечики                                | ↗3532            | Дубровицкое                                   | 46 246 813 007 | Дубровицкий сельский округ                   |
| 29 | деревня | Кутьино                                  | ↗20              | Дубровицкое                                   | 46 246 813 006 | Дубровицкий сельский округ                   |
| 30 | деревня | Лаговское                                | ↘138             | Лаговское                                     | 46 246 816 010 | Лаговский сельский округ                     |
| 31 | деревня | Лемешово                                 | ↗198             | Дубровицкое                                   | 46 246 813 002 | Дубровицкий сельский округ                   |
| 32 | посёлок | Лесные Поляны                            | ↘214             | Лаговское                                     | 46 246 816 023 | Лаговский сельский округ                     |
| 33 | посёлок | Леспроект                                | ↘263             | Лаговское                                     | 46 246 816 020 | Лаговский сельский округ                     |
| 34 | деревня | Лопаткино                                | ↘6               | Лаговское                                     | 46 246 816 016 | Лаговский сельский округ                     |
| 35 | деревня | Луковня                                  | ↘9               | Дубровицкое                                   | 46 246 813 005 | Дубровицкий сельский округ                   |
| 36 | деревня | Лучинское                                | ↗33              | Лаговское                                     | 46 246 816 007 | Лаговский сельский округ                     |
| 37 | деревня | Макарово                                 | ↗108             | Стрелковское                                  | 46 246 802 009 | Брянцевский сельский округ                   |
| 38 | деревня | Малое Брянцево                           | ↗146             | Стрелковское                                  | 46 246 802 002 | Брянцевский сельский округ                   |
| 39 | деревня | Малое Толбино                            | ↗53              | Лаговское                                     | 46 246 816 008 | Лаговский сельский округ                     |
| 40 | деревня | Матвеевское                              | ↗190             | Лаговское                                     | 46 246 816 014 | Лаговский сельский округ                     |
| 41 | деревня | Меньшово                                 | ↗39              | Лаговское                                     | 46 246 816 017 | Лаговский сельский округ                     |
| 42 | посёлок | Молодёжный                               | 2431             | Лаговское                                     | 46 246 816 030 | Лаговский сельский округ                     |
| 43 | деревня | Мотовилово                               | →5               | Лаговское                                     | 46 246 831 010 | Сынковский сельский округ                    |
| 44 | деревня | Наумово                                  | ↗10              | Дубровицкое                                   | 46 246 813 009 | Дубровицкий сельский округ                   |
| 45 | деревня | Никулино                                 | ↘140             | Лаговское                                     | 46 246 816 006 | Лаговский сельский округ                     |
| 46 | деревня | Новогородово                             | ↘18              | Лаговское                                     | 46 246 831 007 | Сынковский сельский округ                    |
| 47 | деревня | Новоколедино                             | 6                | Лаговское                                     | 46 246 816 029 | Лаговский сельский округ                     |
| 48 | деревня | Новоселки                                | ↗43              | Лаговское                                     | 46 246 831 006 | Сынковский сельский округ                    |
| 49 | деревня | Ордынцы                                  | ↗20              | Стрелковское                                  | 46 246 828 016 | Стрелковский сельский округ                  |
| 50 | деревня | Плещеево                                 | ↗59              | Стрелковское                                  | 46 246 828 017 | Стрелковский сельский округ                  |
| 51 | город   | Подольск                                 | ↗312 911         | ГО Подольск                                   | 46 460         | —                                            |
| 52 | посёлок | Подольской машинно-испытательной станции | ↗1930            | Лаговское                                     | 46 246 831 011 | Сынковский сельский округ                    |
| 53 | село    | Покров                                   | ↗245             | Стрелковское                                  | 46 246 828 008 | Стрелковский сельский округ                  |
| 54 | посёлок | Поливаново                               | ↗509             | Дубровицкое                                   | 46 246 813 012 | Дубровицкий сельский округ                   |
| 55 | деревня | Потапово                                 | ↗143             | Стрелковское                                  | 46 246 802 003 | Брянцевский сельский округ                   |
| 56 | деревня | Пузиково                                 | ↗10              | Лаговское                                     | 46 246 831 008 | Сынковский сельский округ                    |
| 57 | посёлок | радиоцентра «Романцево»                  | ↘580             | Лаговское                                     | 46 246 816 012 | Лаговский сельский округ                     |
| 58 | деревня | Романцево                                | ↗154             | Лаговское                                     | 46 246 816 011 | Лаговский сельский округ                     |
| 59 | посёлок | санатория «Родина»                       | ↘158             | Дубровицкое                                   | 46 246 813 010 | Дубровицкий сельский округ                   |
| 60 | деревня | Северово                                 | ↗299             | Лаговское                                     | 46 246 816 024 | Лаговский сельский округ                     |
| 61 | посёлок | Сельхозтехника                           | ↗435             | Стрелковское                                  | 46 246 828 004 | Стрелковский сельский округ                  |
| 62 | деревня | Сергеевка                                | ↗300             | Лаговское                                     | 46 246 816 002 | Лаговский сельский округ                     |
| 63 | деревня | Сертякино                                | ↘75              | Лаговское                                     | 46 246 816 004 | Лаговский сельский округ                     |
| 64 | посёлок | Сертякино                                | ↗112             | Лаговское                                     | 46 246 816 019 | Лаговский сельский округ                     |
| 65 | деревня | Слащёво                                  | ↗107             | Лаговское                                     | 46 246 831 004 | Сынковский сельский округ                    |
| 66 | посёлок | Сосновый Бор                             | ↗71              | Лаговское                                     | 46 246 816 021 | Лаговский сельский округ                     |
| 67 | деревня | Спирово                                  | ↗52              | Стрелковское                                  | 46 246 802 008 | Брянцевский сельский округ                   |
| 68 | деревня | Стрелково                                | ↗156             | Стрелковское                                  | 46 246 828 002 | Стрелковский сельский округ                  |
| 69 | посёлок | Стрелковской фабрики                     | ↘69              | Стрелковское                                  | 46 246 828 013 | Стрелковский сельский округ                  |
| 70 | село    | Сынково                                  | ↗849             | Лаговское                                     | 46 246 831 001 | Сынковский сельский округ                    |
| 71 | деревня | Услонь                                   | →14              | Стрелковское                                  | 46 246 828 005 | Стрелковский сельский округ                  |
| 72 | деревня | Федюково                                 | ↗3117            | Стрелковское                                  | 46 246 802 001 | Брянцевский сельский округ                   |
| 73 | деревня | Харитоново                               | ↘2               | Лаговское                                     | 46 246 831 002 | Сынковский сельский округ                    |
| 74 | деревня | Холопово                                 | ↗7               | Стрелковское                                  | 46 246 828 007 | Стрелковский сельский округ                  |
| 75 | деревня | Хряслово                                 | ↗18              | Лаговское                                     | 46 246 831 003 | Сынковский сельский округ                    |
| 76 | деревня | Яковлево                                 | ↗134             | Стрелковское                                  | 46 246 802 005 | Брянцевский сельский округ                   |